# Фрайбург-им-Брайсгау
Фра́йбург-им-Бра́йсгау, часто без уточнений — Фрайбург, Фрейбург (уст.) (нем. Freiburg im Breisgau, алем. нем. Friburg im Brisgau [ˈfʁiːb̥əg̊]) — город в Германии, традиционный центр региона Брейсгау (Брайсгау) и Верхнерейнской низменности.

## География
Фрайбург расположен на реке Драйзам у подножья горы Шлоссберг в винодельческом регионе на границе между Шварцвальдом и Верхнерейнской низменностью. 
Ближайшие крупные города: 60 км южнее — Базель (Швейцария), около 90 км юго-восточней — Цюрих (Швейцария), около 85 км северней Страсбург (Франция) и около 140 км северней — Карлсруэ. Столица федеральной земли — Штутгарт — находится около 200 км северо-восточней Фрайбурга.

### Климат
| Показатель                           | Янв. | Фев. | Март | Апр. | Май  | Июнь | Июль | Авг. | Сен. | Окт. | Нояб. | Дек. | Год   |
| ------------------------------------ | ---- | ---- | ---- | ---- | ---- | ---- | ---- | ---- | ---- | ---- | ----- | ---- | ----- |
| Средний суточный максимум, °C        | 6,2  | 7,5  | 12,7 | 17,3 | 20,2 | 24,4 | 26,6 | 26,4 | 22,3 | 16,3 | 10,1  | 7,7  | 16,5  |
| Средняя температура, °C              | 3,4  | 3,7  | 7,2  | 11,1 | 14,4 | 18,5 | 20,4 | 20,3 | 16,4 | 11,7 | 6,7   | 4,6  | 11,5  |
| Средний суточный минимум, °C         | 0,6  | −0,1 | 1,8  | 5,0  | 8,6  | 12,6 | 14,3 | 14,2 | 10,5 | 7,1  | 3,3   | 1,5  | 6,6   |
| Среднее число солнечных часов в день | 1,8  | 3,2  | 5,4  | 6,4  | 6,8  | 7,8  | 8,4  | 7,5  | 6,3  | 3,8  | 2,1   | 2,0  | 5,1   |
| Среднее число дней с осадками        | 19,1 | 12,3 | 11,9 | 12,6 | 14,3 | 13,5 | 12,1 | 13,6 | 10,6 | 13,9 | 13,5  | 16,4 | 163,7 |
| Норма осадков, мм                    | 46   | 43   | 33   | 58   | 83   | 76   | 73   | 63   | 54   | 70   | 65    | 57   | 720   |
| Среднее число дней с заморозками     | 13,6 | 14,0 | 11,6 | 4,3  | 0,2  | 0,0  | 0,0  | 0,0  | 0,0  | 1,7  | 6,7   | 11,9 | 64,2  |
| Средняя скорость ветра, м/с          | 3,1  | 3,0  | 2,9  | 2,5  | 2,6  | 2,6  | 2,5  | 2,3  | 2,3  | 2,3  | 2,4   | 3,3  | 2,6   |
| Источник: weatheronline              |      |      |      |      |      |      |      |      |      |      |       |      |       |

## История
Официальная дата основания — 1120 год. Замок на Шлоссберге и поселение при нём основал герцог Бертольд III Церинген. В этом же году городу была предоставлена Учредительная привилегия, ставшая основой фрайбургской правовой семьи — системы филиации городского права в Средние века. Молодой город быстро богател благодаря добыче серебра, которая велась на западе Чёрного леса с конца X века.
Со смертью Бертольда V в 1218 году прямая линия Церингенов пресеклась. Последний правитель был погребён в городском мюнстере. Его место в замке на Шлоссберге занял племянник, граф Урах. Представители этого рода стали звать себя графами Фрайбургскими и пытались утвердить господство над городом. Следствием этого стали постоянные конфликты с горожанами. Так, в 1299 году горожане обстреляли графа Эгино II в Шлоссберге из катапульт. В ответ граф обратился за помощью к своему шурину, занимавшему епископскую кафедру в Страсбурге. В последующем бою один фрайбуржец пронзил епископа копьём. Город одержал победу, но был вынужден ежегодно платить графу вергельд за убийство его родственника.
В середине XIV века город, истощённый многолетним противостоянием с графами, добровольно принял подданство Габсбургов и на многие столетия стал их аванпостом на верхнем Рейне. Фактическая власть принадлежала городскому патрициату. Жители города оплачивали войны своих сюзеренов со швейцарскими кантонами и регулярно выставляли ополчение. Так, в битве при Земпахе сложили головы и сам герцог Леопольд III, и наиболее уважаемые бюргеры.
Когда вселенский собор в Констанце объявил о низложении папы Иоанна XXIII, тот с помощью Габсбургов нашёл убежище во Фрайбурге. В качестве возмездия император Сигизмунд отобрал у них Фрайбург и объявил его в 1415 году вольным имперским городом. Это решение было отменено через 10 лет. В 1457 году эрцгерцог Альбрехт VI основал Фрайбургский университет. В 1498 году Максимилиан I собрал во Фрайбурге рейхстаг, на котором попытался вернуть в состав империи кантоны Швейцарии.
Жители Фрайбурга, отвергнув Реформацию, охотно принимали у себя католиков из протестантских городов Швейцарии. Так, в 1529 году сюда переехал из Базеля Эразм Роттердамский. Во время крестьянской войны город был взят (23 мая 1525 г.) войском из 18 000 крестьян под предводительством Ганса Мюллера. Другим бичом были регулярные моровые поветрия; только во время чумы 1564 года город лишился четвёртой части населения. Виновными в подобных бедствиях объявлялись «колдуньи», которые в эпоху Контрреформации отправлялись на костёр дюжинами. Фрайбург XVI века занимал одно из первых мест в Германии по числу казнённых ведьм и колдунов.
На исходе Тридцатилетней войны Фрайбург пять раз подвергался осаде. За это время его население сократилось в 5-7 раз (до 2000 жителей). На рождество 1632 года Фрайбург осадил шведский генерал Густав Горн. Горожане капитулировали 30 декабря. В следующем году при приближении испанской армии шведы покинули город, но вернулись год спустя. На пасху 1638 года Фрайбург в течение 11 дней сопротивлялся армии принца Саксен-Веймарского. После взятия соседнего Брейзаха принц надеялся превратить Брейсгау в родовое владение (других земель у него не было), однако в 1639 году внезапно умер. Регион заняли французы, которых летом 1644 г. изгнал баварский генерал Мерси. После кровопролитного сражения французы вернулись и хозяйничали во Фрайбурге до июня 1648 года, когда был заключен Вестфальский мир.
Габсбурги сделали Фрайбург административным центром их земель в Швабии. В годы завоевательных войн Людовика XIV и его преемников город превратился в самую важную после Брейзаха пограничную крепость и четырежды был оккупирован французами. После Нимвегенского мира 1679 года Фрайбург вошёл в состав французской провинции Эльзас и под руководством Вобана был превращён в первоклассную крепость. «Король-Солнце» лично инспектировал ход фортификационных работ в 1681 году, однако по Рисвикскому миру 1697 года вынужден был вернуть крепость Габсбургам. В сентябре 1713 года Фрайбург на протяжении трёх недель сопротивлялся маршалу Виллару, пока под напором французской артиллерии его защитники не отступили на Шлоссберг. В 1744 году Людовик XV лично руководил обстрелом города с холма Лореттоберг; эта осада продолжалась 6 недель и вновь закончилась сдачей города. Перед отступлением французы взорвали укрепления Вобана (уцелел лишь один бастион).
После роспуска Священной Римской империи (1805) Фрайбург неохотно перешёл к великому герцогству Баденскому. Либерально настроенные горожане то и дело оказывались в конфронтации с консервативным баденским правительством. Один из таких эпизодов связан с избранием в 1833 году мэром либерала Карла фон Роттека. Зимой 1813 года во Фрайбурге произошла историческая встреча лидеров антинаполеоновской коалиции — Александра I, Франца I и Фридриха-Вильгельма III.
Курьёзный случай произошёл в городе в 1889 году. Местные химики пытались синтезировать тиоацетон крекингом тритиоацетона, что привело к распространению «отвратительного запаха, который быстро распространился по большей части города, вызвав обмороки, рвоту и паническое бегство. Дальнейшая работа в лаборатории была прекращена». Это привело к эвакуации города. Предположительно, запах вызвал либо 2,2-пропандитиол, либо 4-метил-4-сульфанилпентал-2-он.

### История водоснабжения
Приблизительно с 1170 года горожане стали отводить прозрачную горную воду Драйзама в водосточные желоба, проложенные вдоль улиц города. Вода использовалась для водопоя домашних животных и для борьбы с частыми в то время пожарами. Теперь эти ручейки (Bächle) превратились в туристическую достопримечательность. Считается, что если случайно вступить ногой в такой ручей, то женишься (или выйдешь замуж) за фрайбуржца. Питьевая же вода издревле доставлялась в город с окрестных гор по деревянным трубам (Deichele). Для содержания системы водоснабжения в порядке и чистки каналов с давних пор существуют специальные кооперативы (Runzgenossenschaften).

### Бомбардировки города во время Второй мировой войны
10 мая 1940 года Фрайбург подвергся воздушной бомбардировке, в результате которой были жертвы и разрушения.
Немецкие газеты и радио со ссылками на генштаб и министерство иностранных дел сообщили, что город бомбила французская авиация, которая базировалась на территории нейтральных Голландии и Бельгии.
В официальном заявлении Берлина сообщалось, что тем самым Брюссель и Амстердам нарушили соглашения о нейтралитете.
На следующий день, 11 мая 1940 года, Вермахт начал вторжение в Голландию и Бельгию.
Уже после войны появились сведения, что налёт на Фрайбург совершила 51-я бомбардировочная эскадрилья Люфтваффе (KG 51), которой руководил Йозеф Каммхубер, в будущем командующий ВВС Федеративной Республики Германии.
27 ноября 1944 года Королевские военно-воздушные силы Великобритании осуществили бомбардировку, в результате которой была разрушена большая часть центра города. Примечательно, что кафедральный собор (нем. Freiburger Münster) бомбардировка почти не затронула.

## Известные уроженцы, жители
Эрих Лексер (22 мая 1867, Фрайбург-им-Брайсгау — 4 декабря 1937, Берлин) — немецкий хирург и университетский преподаватель. Один из пионеров пластической хирургии.

## Инфраструктура

### Образование и наука
- Фрайбургский университет
- Институт Вальтера Ойкена
- Археологический музей

## Достопримечательности
- Кафедральный собор со 116-метровым шпилем XIV века (единственный в Германии готический шпиль, сохранившийся без изменений до нашего времени)
- Швабские ворота и ворота Мартина (Martinstor) — отдельно стоящие башни с проездными воротами, надстроенные в 1901 г. в три раза (с 22-х до 60-ти метров).
- Старая ратуша с расписным фасадом (1559) и расположенная рядом Новая ратуша (1896—1901), перестроенная из двух патрицианских особняков XVI века, которые на протяжении нескольких столетий занимал Фрайбургский университет
- Ярко-красный Купеческий дом (Кауфхаус) на Соборной площади (1520—1532)
- Построенный в одно время с ним и в том же стиле дом «У кита[нем.]» известен как место действия фильма ужасов «Суспирия» (1977)
- Музей августинцев в здании бывшего августинского монастыря
- Старейшая в Германии гостиница «У красного медведя»
- Памятник монаху Бертольду Шварцу (1853), якобы жившему во Фрайбурге XIV века и первым в Европе получившему порох
- Памятник в честь победы Германии над Францией в 1871 году

В январе 2002 г. открыта для посещения смотровая башня на горе Шлоссберг. Высота башни составляет примерно 30 метров. С верхней платформы открывается панорамный вид на Фрайбург.
Характерная черта Фрайбурга — тротуарные мозаики с различными изображениями, впервые появившиеся в середине XIX века.

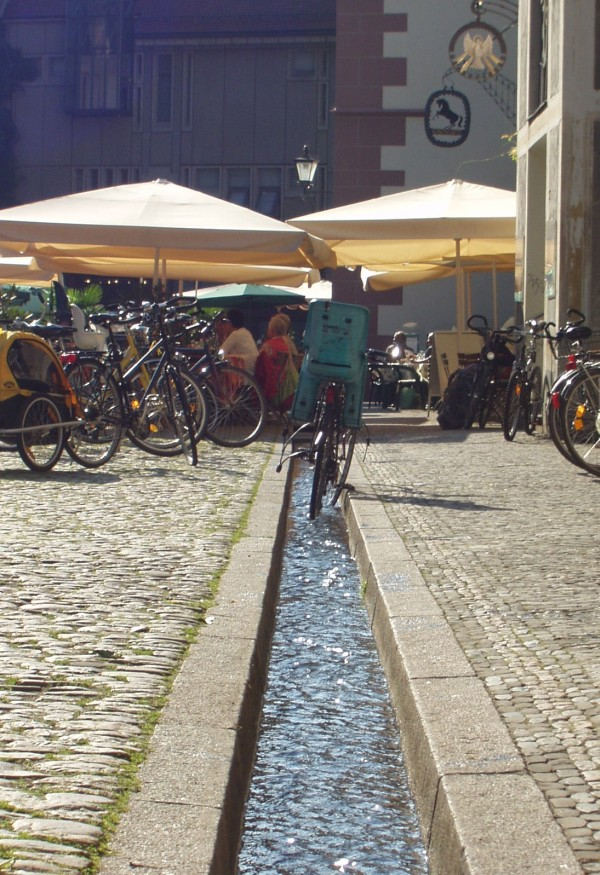
Ручей вдоль улицы
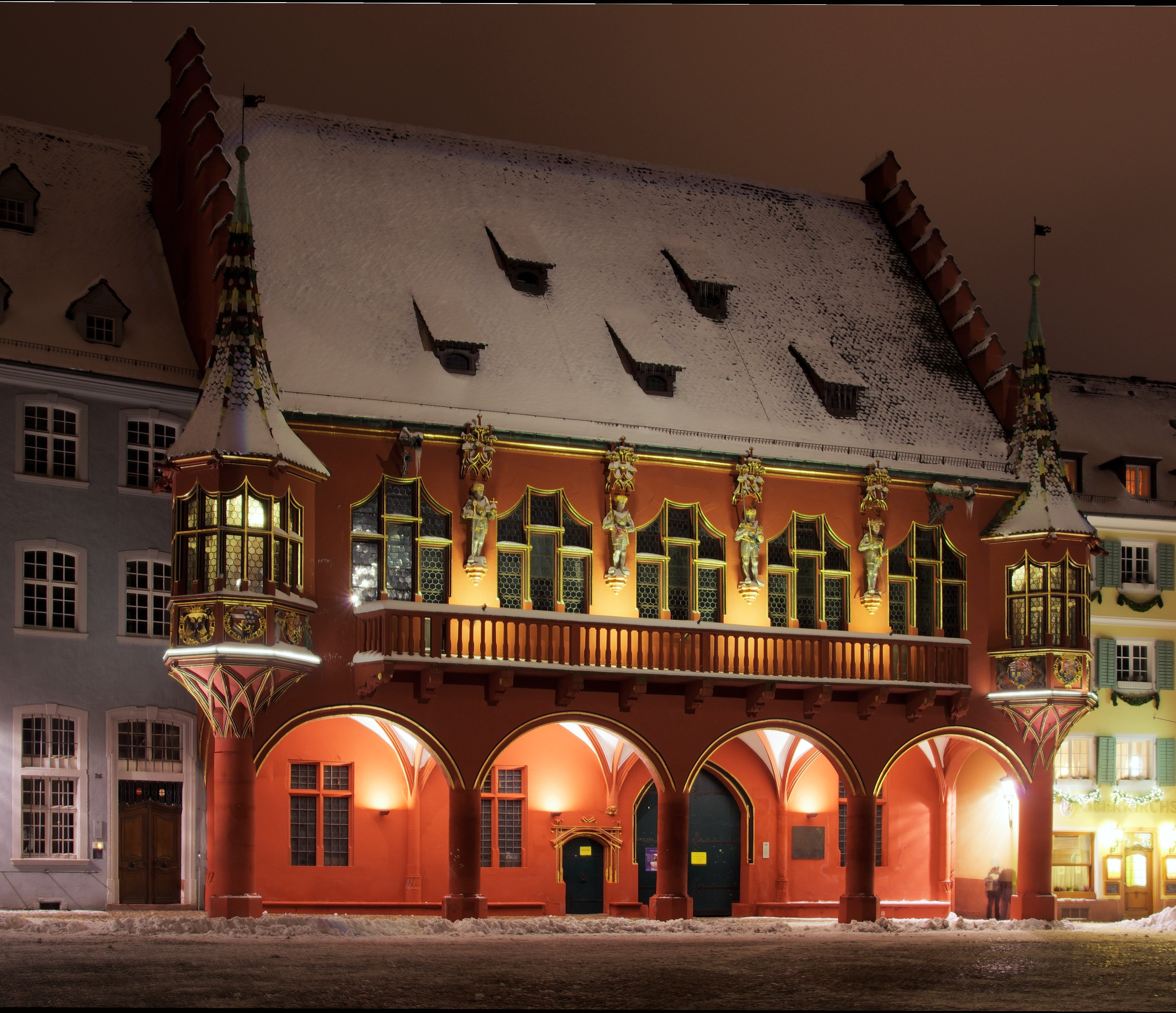
Исторический Кауфхаус
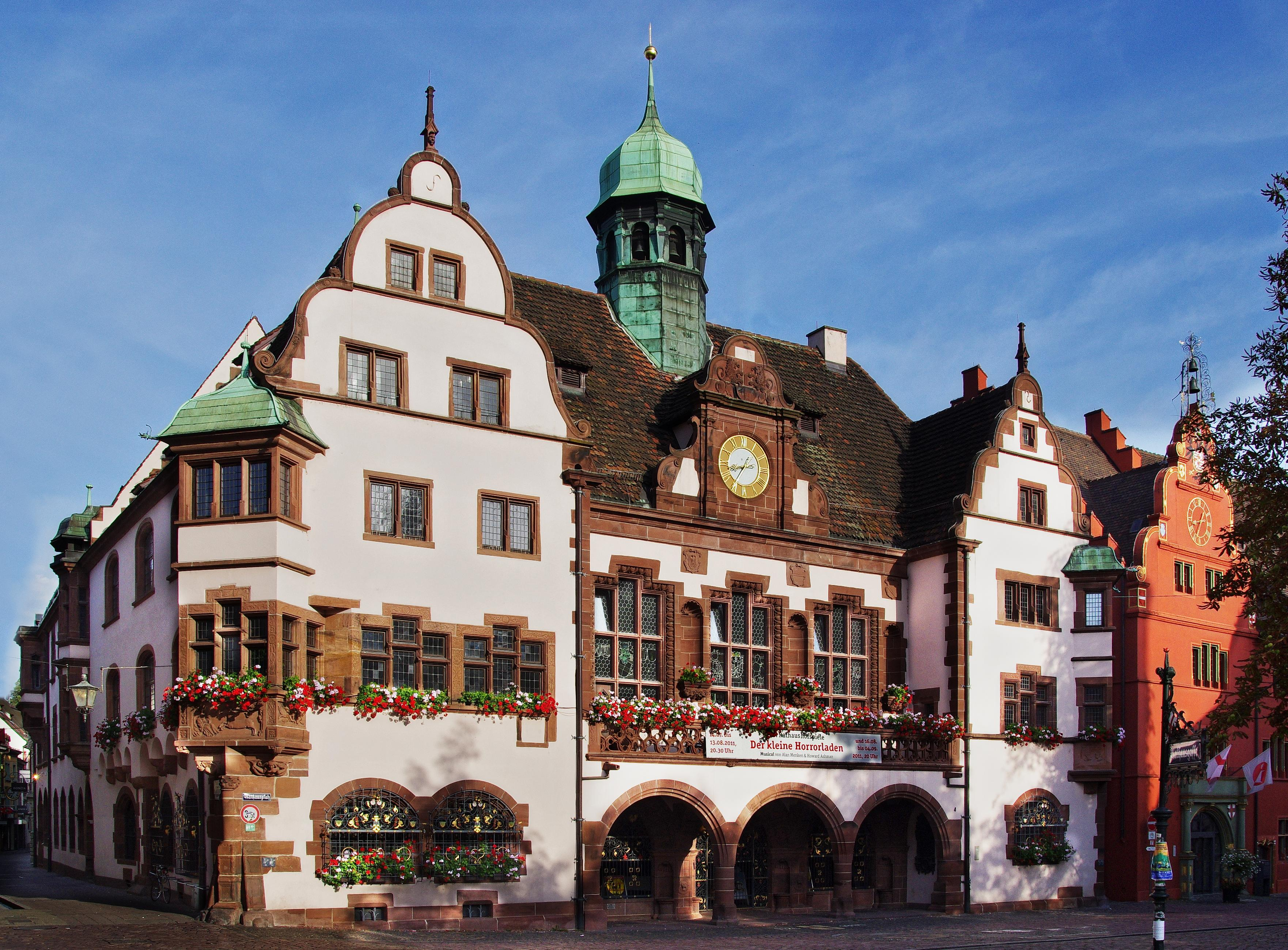
Новая ратуша
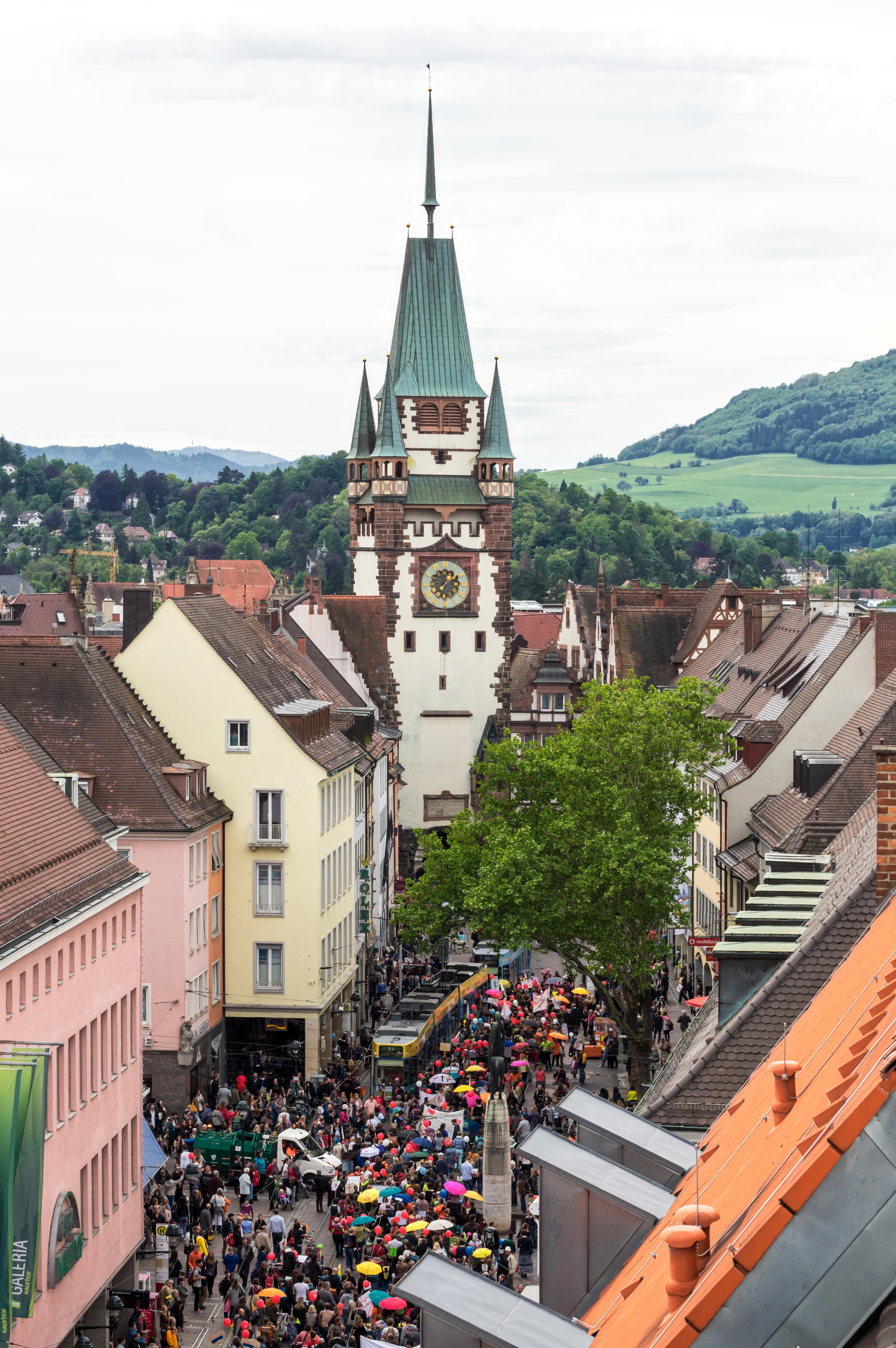
Городские ворота Мартинстор
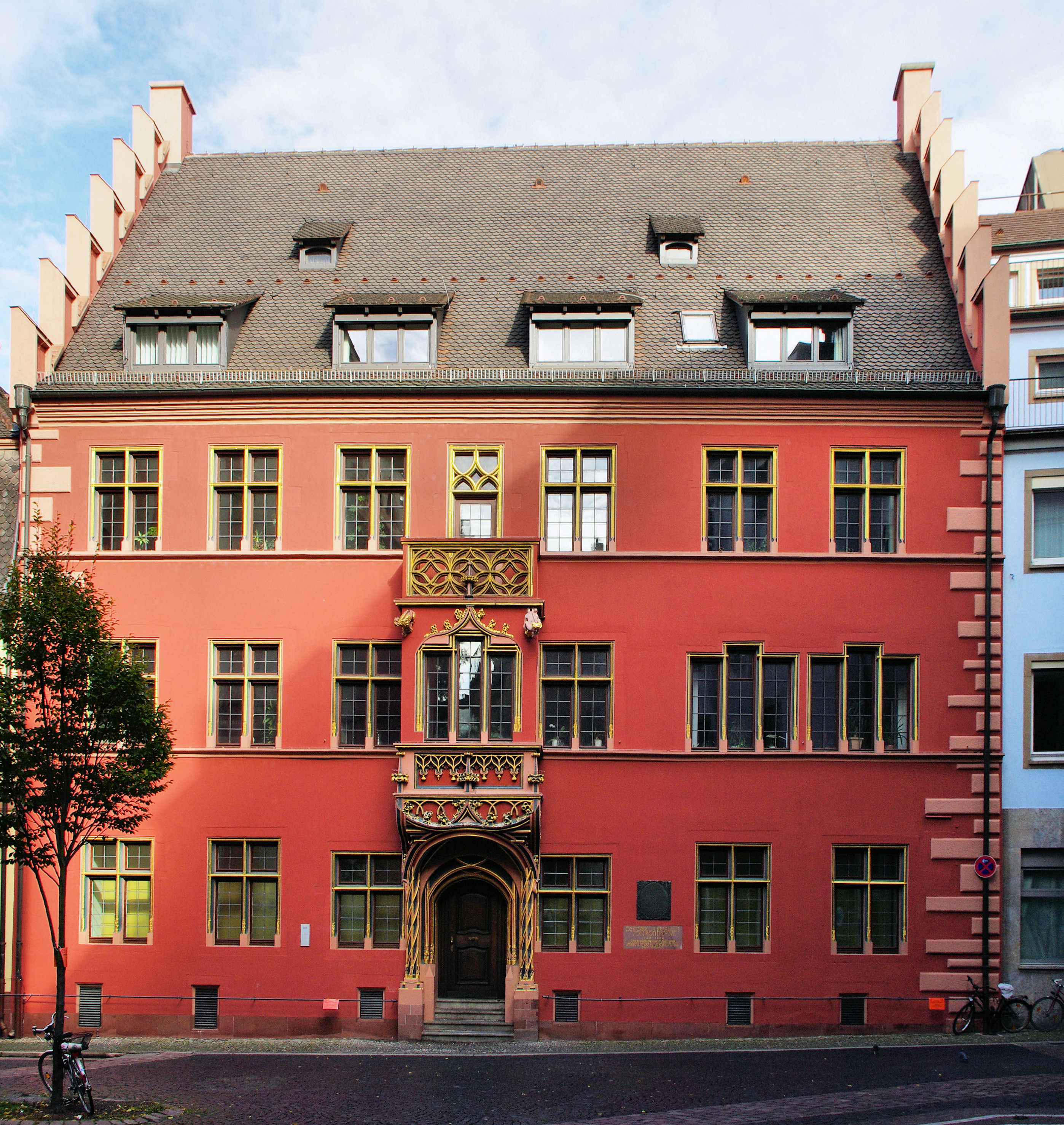
Дом «У кита»

## Города-побратимы
- Безансон (Франция, с 1959 года)
- Инсбрук (Австрия, с 1963 года)
- Падуя (Италия, с 1967 года)
- Гилфорд (Великобритания, с 1979 года)
- Мадисон (Висконсин) (США, с 1987 года)
- Мацуяма (Япония, с 1988 года)
- Львов (Украина, с 1989 года)
- Гранада (Испания, с 1991 года)
- Исфахан (Иран, с 2000 года)
- Вивили (Никарагуа, с 2015 года)
- Сувон (Республика Корея, с 2015 года)
- Тель-Авив (Израиль, с 2016 года)

## Транспорт
Самая длинная в Германии канатная дорога (2200 м) соединяет город с горой Шауинсланд (1284 м).